# راي ديزموند جونز
راي ديزموند جونز (بالإنجليزية: Rae Desmond Jones)‏ هو شاعر وسياسي أسترالي، ولد في 1941، وتوفي في 27 يونيو 2017.